# Proculus Iulius

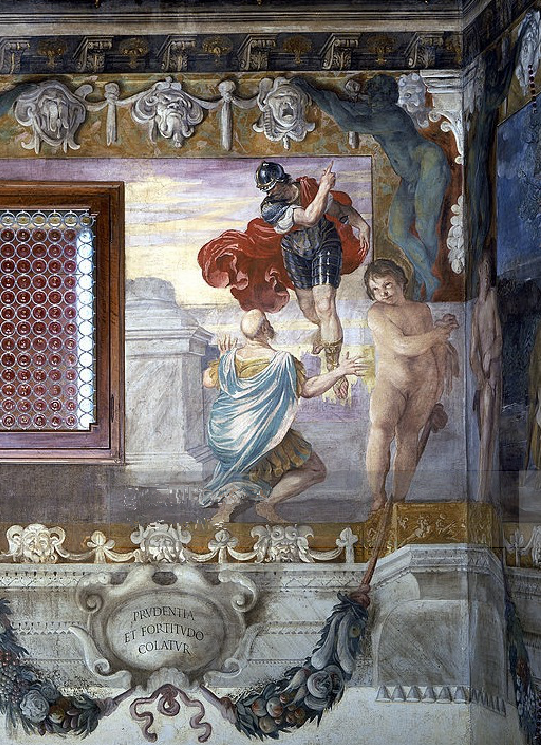
Carracci: Romulus erscheint dem Proculus, 16. Jahrhundert

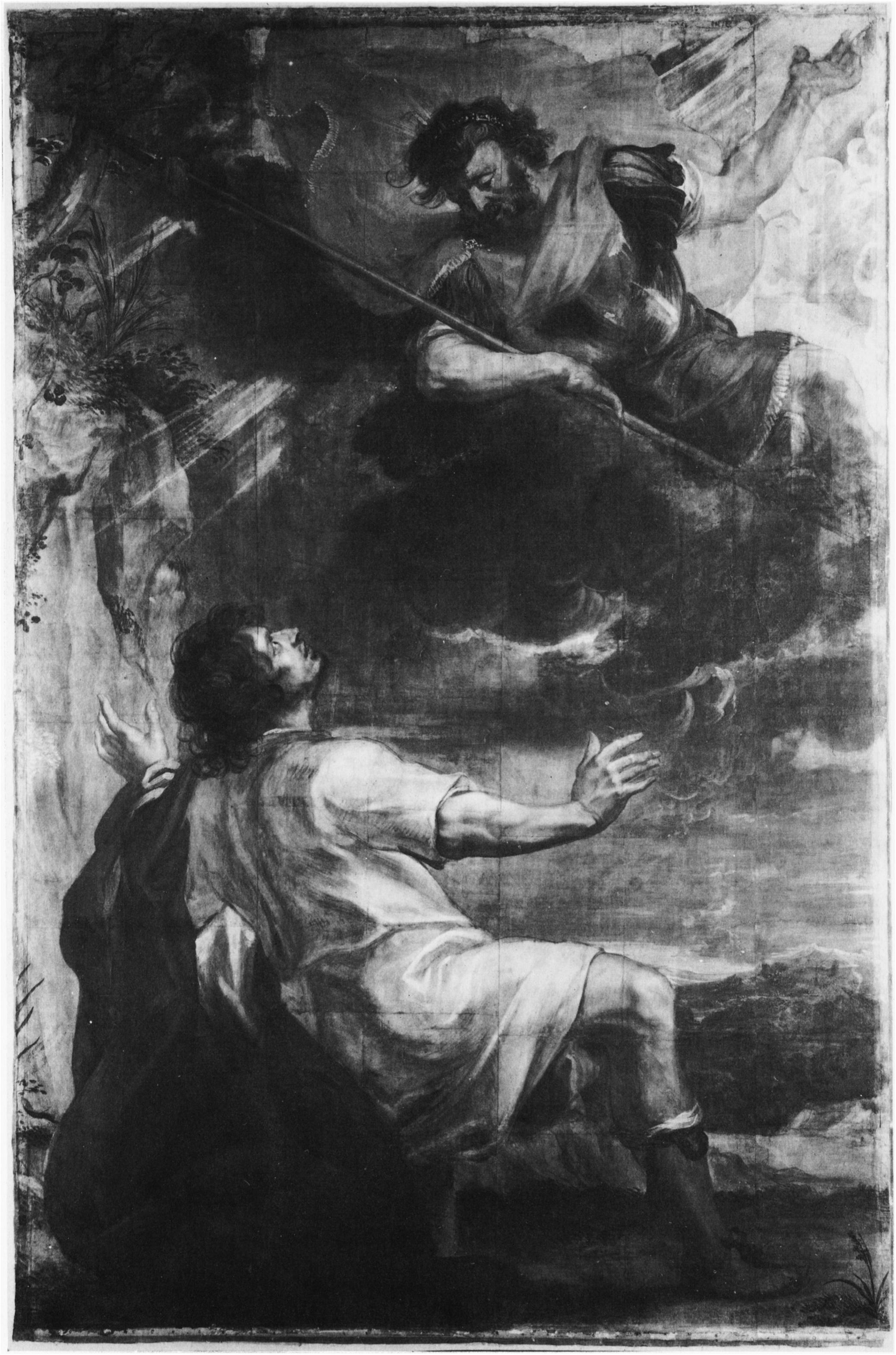
Rubens (Werkstatt): Romulus erscheint dem Proculus, 17. Jahrhundert

Proculus Iulius ist eine legendäre Figur, die zu Beginn der römischen Königszeit gelebt haben soll.

## Überlieferung
Über Proculus Iulius wird in verschiedenen Werken berichtet, die im Kern folgenden Inhalt haben: Nach einer Version von Romulus’ Tod soll dieser in einem plötzlichen Sturm umhüllt und zu seinem Vater, dem Kriegsgott Mars, gebracht worden sein. Proculus Iulius war der Römer, der ihn als göttlichen Quirinus sah und dem trauernden Volk auf dem Marsfeld von dieser Theophanie berichtete.
Eine der ältesten Erwähnungen des Proculus Iulius findet sich bei Cicero, der jenen als homo agrestis, also als jemanden, der außerhalb von Rom lebte, und schon vor der Zeit des Augustus als Abkömmling des Geschlechts der Julier identifizierte. Zugleich handelt es sich um einen Beleg, dass im ersten Jahrhundert vor Christus die Identifikation des Romulus mit dem altitalischen Gott Quirinus verbreitet war. Plutarch führt aus, dass Proculus Iulius ein Kolonist aus Alba Longa und Freund des verstorbenen Königs gewesen sei. Livius und Ovid berichten, das Volk argwöhnte, dass Romulus nicht vergöttlicht worden sei, sondern infolge einer Adelsverschwörung ermordet wurde.